# Gilberto Silva
A korábbi brazil válogatottbeli csapattársát, Gilberto da Silva Melót lásd a Gilberto szócikkben.
Gilberto Aparecido da Silva (Lagoa da Prata, Brazília, 1976. október 7. –) közismert nevén Gilberto Silva (IPA: [ʒɪwbextu siwvɐ]), brazil labdarúgó. Klubjában, az Atlético Mineiroban általában védekező középpályás poszton játszik.
Gilberto szegény családban nevelkedett, és gyerekként focizással ellensúlyozta a különböző munkái monotonitását. 1997-ben kezdte labdarúgó pályafutását az América Mineiro-ban, ahonnan jó formája miatt az Atlético Mineiro csapatához igazolt 2000-ben. Az Atléticóban vált sztárjátékossá, három évet játszott a brazil Campeonato Brasileiro Série A-ban. Nagy szerepe volt abban, hogy a brazil labdarúgó-válogatott megnyerte a 2002-es labdarúgó-világbajnokságot, hiszen csapata minden mérkőzésén pályára lépett.
2002 augusztusában 4,5 millió font átigazolási díjért csatlakozott az Arsenalhoz, akikkel megnyerte a 2004-es Premier League-et, és két FA Kupa díjat. Az első öt Arsenal-beli szezonja során 208 mérkőzést játszott és 28 gólt szerzett. 2006. augusztus 19-én ő szerezte az Arsenal első gólját tétmérkőzésen az új Emirates Stadionban. 2006-ban az Arsenal csapatkapitány-helyettese lett, és a klub 2009 júniusáig meghosszabbította a szerződését. Távlati tervei közt szerepel, hogy visszaköltözik Brazíliába. 2007-ben őt választották Brazília csapatkapitányának a Copa América tornára.

## Életrajz

### Gyermek- és ifjúkora
Gilberto Lagoa da Prata városában töltötte gyerekkorát. Édesapja kovács, édesanyja háztartásbeli, három lánytestvére van. A család egy kis házban lakott, amelyet az apja épített, Usina Luciania kerületében. Anyagi gondjaik miatt Gilberto és testvérei egyetlen szobán osztoztak, de ennek ellenére gondtalan gyermekkorra emlékezik vissza: "Minden szabadidőmben fociztam az utcán az unokatestvéreimmel és a barátaimmal, és soha sem kerültünk kapcsolatba drogokkal vagy az erőszakkal. Mivel a labdarúgás kitörési lehetőséget nyújtott a szegénységből, 1988-ban (12 évesen) utánpótlás játékosként csatlakozott az América Mineirohoz. Az itt töltött évek alatt megtanulta a védekezés tudományát azáltal, hogy középső védőt játszott. Amikor nem focizott, Gilberto bútorkészítést tanult az apjától, minden eshetőségre felkészülve szüksége volt egy szakmára. 1991-ben Gilberto édesapját nyugdíjazták, így a 15 éves fiúra maradt a család eltartása. A helyzetet csak nehezítette az édesanyja rossz egészségi állapota.
| „                | Szegény család voltunk, keményen kellett küzdenünk a megélhetésért, ezért fiatal fiúként már gyárban kellett dolgoznom. De visszatekintve boldog vagyok, hogy ilyen nehéz gyerekkorom volt, így ma egynek érezhetem magam azokkal az emberekkel, akiknek hasonló sorsa van. | ” |
| – Gilberto Silva | |   |

Mivel az América Mineironál kevés volt a fizetése, szülei rákényszerítették, hogy abbahagyja a labdarúgást, és különböző munkákkal keressen pénzt. Először ács, majd egy édességgyár dolgozója lett. Úgy látszott, gyerekkori álma így véget ér. Gyári munkásként Gilberto a 2002. évivel megegyező arányú 50 £-ot keresett havonta. Három év gyári munka után, 18 évesen eldöntötte, hogy ismét szerencsét próbál a labdarúgásban, és beiratkozott a helyi utánpótlás-akadémiára. Azonban alig kezdhette el, amikor édesanyja egészségi állapota tovább romlott, emiatt visszatért dolgozni az édességgyárba azzal a kis reménnyel, hogy később felélesztheti labdarúgó-pályafutását.

### Korai pályafutása
1997-ben, barátai unszolására, még egy próbát tett a labdarúgáshoz való visszatérésre, 1997. június 1-jén ismét az América Mineirohoz szerződött, ezúttal profiként. 21 évesen középső védőt játszott az első csapatban. A klubnál töltött első idénye alatt kulcsjátékossá vált, annak ellenére, hogy néhány szurkoló kritizálta a következetlensége miatt. Segített megnyerni a Série B-t, ami Série A-ba való feljutást jelentette.
Az América Mineironál töltött harmadik idénye alatt a csapat visszaesett a Série B-be. A következő idényben, 1999-ben 20 mérkőzést játszott és egy gólt szerzett, nagyban hozzájárult csapata visszajutásához a Série A-ba. 2000-ben, 24 évesen a rivális Atlético Mineirohoz igazolt. Az első szezonjában sípcsonttörést szenvedett, ennek eredményeként számos mérkőzést kihagyott. A második idényében a vezetőedző, Carlos Alberto Parreira a védekező középpályás posztján szerepeltette, ahol jobban teljesített. Három gólt lőtt a 2001-es szezonban, és a brazil klubfutball felfedezettjévé vált.
2001 októberében a jó teljesítményére felfigyelt Luiz Felipe Scolari is, és behívta a 2002-es labdarúgó-világbajnokság selejtezőmérkőzéseire készülő válogatott keretbe. A válogatottbeli bemutatkozása október 7-én volt Chile ellen, csereként. November 7-én bemutatkozott kezdőként is a nemzeti csapatban Bolívia ellen. A nemzetközi pályafutása 2002 elején tovább virágzott: két gólt szerzett Bolívia ellen, egyet pedig Izland ellen. 2002-ben meglepetésre meghívták a Brazil keretbe a Dél-Koreában és Japánban rendezett 2002-es labdarúgó-világbajnokságra. Előzőleg kisebb szerepet szántak neki, de az első számú védekező középpályás és csapatkapitány Emerson megsérült egy edzésen még a világbajnokság előtt. A kedvezőtlen fordulat után Scolari őrá bízta, hogy betöltse az űrt, amit Emerson hagyott. Gilberto végül a végső győzelmet megszerző brazil csapatban mindvégig pályán volt. A Veja magazin szavaival élve Gilberto "cipelte a zongorát Ronaldónak és Rivaldónak, hogy játszhassák a dallamaikat". A támadásokból is kivette a részét, Ronaldonak gólpasszt adott az elődöntőben, ami a brazilok döntőbe jutását hozta. Gilbertót a tornán mutatott teljesítménye a világ legjobb védekező középpályásai közé emelte.

### Európában
A 2002-es világbajnokságon több edző is felfigyelt Gilberto teljesítményére. Gilberto határozott vágya volt, hogy Angliába költözzön, erről azt mondta: „Fantasztikus lesz újra olyanok ellen játszani, mint David Beckham.” Végül az Aston Villa és az Arsenal versengett az aláírásáért. Augusztusban, amíg még szerződés kötötte az Atlético Mineirohoz, Gilberto csatlakozott az Arsenalhoz a szezon előtti ausztriai túrára. A szerződtetése nem volt bonyodalommentes: az angliai munkavállalási engedély megszerzése és a kifizetetlen bérek miatt Atlético Mineirót sújtó átigazolási tilalom is hátráltatta. Mindezek ellenére csatlakozhatott az Arsenalhoz 2002. augusztus 7-én 4,5 millió £-os átigazolási díjért. Gilberto megszerzésekor az Arsenal menedzsere, Arsène Wenger mondta róla, hogy „Azt szeretem benne, ahogy leegyszerűsíti a dolgokat. Játszhat az egész középpályán, de a legjobb teljesítményt a védősor előtt, emberfogóként nyújtja.”

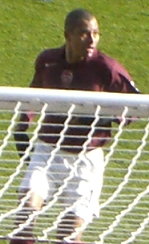
Gilberto védekezik egy szögletnél az Arsenálban, 2006 áprilisában a Highburyben.

Angliába költözése után Gilberto vett egy házat St. Albansban, Dél-Hertfordshireben. A brazil kisvárosi életvitelhez szokott focista kezdetben nehezen alkalmazkodott a londoni élethez, a pályán viszont nagyon gyorsan beilleszkedett. 2002. augusztus 11-én csereként debütált az Arsenalban a Liverpool ellen a második félidőben egy FA Community Shield mérkőzésen, amelyen ő szerezte a győztes gólt. A 2002-03-as Premiership szezon kezdetén Gilbertónak kemény feladat volt a kezdőpozíció megszerzése a középpályán a honfitárs Edu előtt. Két csereként való pályára lépés után Gilberto végül beverekedte magát a kezdő tizenegybe augusztus 27-én, segítve az Arsenal 5-2-es győzelmét a West Bromwich Albion ellen. Jó formája azzal folytatódott, hogy új rekordot állított fel a leggyorsabban lőtt gól tekintetében az UEFA Bajnokok Ligájában, 20,07 másodperc után szerzett gólt a PSV Eindhoven ellen 2002. szeptember 25-én. Jogi problémák miatt azonban még nem zárult le az Angliába való átigazolása. Az ügy megoldása érdekében 2002 novemberében utasította az ügyvédjeit, hogy tegyék meg a megfelelő jogi lépéseket az Atlético Mineiro ellen a ki nem fizetett bére miatt. Végül az a kompromisszum született, hogy a brazil klub csak az elmaradt bér 50%-át fizeti ki, és lemond minden igényéről Gilberto játékjogával kapcsolatban. A 2002-03-as idény második felében legtöbbször kezdőként jutott szóhoz. Bár a szezon vége felé formája romlott, pályára lépett az FA Kupa döntőjében a Southampton ellen az 1-0-ra megnyert mérkőzésen.
A 2003-04-es volt a legsikeresebb szezonja. Az Arsenal megnyerte az Premier League bajnoki címét, hibátlan teljesítménnyel, veretlenül végeztek az első helyen. Silva a 38 mérkőzésből 32-szer tagja volt a kezdőcsapatnak. A következő idényében hasonlóan jól kezdett, ő szerezte az Arsenal első találatát a Manchester United ellen az FA Community Shield-en, amikor csapata 3-1-es győzelmet aratott. A bajnoki nyitómérkőzésen erős fájdalmat kezdett érezni
hátában, és a Bolton elleni mérkőzés után, 2004. szeptember 27-én egy röntgenvizsgálat fényt derített rá, hogy csonttörés van a hátában. Az első hírek egy hónapos kényszerpihenőről szóltak, de a későbbiek szerint a sérülés már az egész szezonját fenyegette.
| „               | Ha soha nem adod fel, akkor mindig van esély, erre ez a világbajnok nagyszerű példát ad. Csak meg kell néznünk, hol volt Gilberto, amikor visszakaptuk a labdát és hol volt, amikor megszerezte a gólját. Emlékezzünk erre a srácra, aki megnyert mindent. | ” |
| – Arsène Wenger | |   |

Gilbertónak három hónapon keresztül háttámaszt kellett viselnie gyógyulása meggyorsításához. A rehabilitáció idejére hazatért rokonaihoz Brazíliába. Kétségessé vált, hogy újra pályára tud-e lépni. Az aggodalmak szerencsére alaptalannak bizonyultak, a hosszú rehabilitációs időszak alatt Silva teljesen felépült. Visszatérése utáni első mérkőzésén, 2005. április 22-én, az Arsenal 4-1-es győzelmet aratott a Norwich City felett. Az egész 2004-05-ös szezonban 7 hónapig volt sérült és csak 17 mérkőzésen játszott. Távolléte egybeesett az Arsenal jelentős formahanyatlásával, sokan kapcsolatba is hozták a két eseményt. Gilberto a nehéz 2004-05-ös szezon végén a bajnoki ezüstéremmel és az FA Kupa megnyerésével vigasztalódhatott. A 2005-ös FIFA Konföderációs Kupán mindössze egy mérkőzésen lépett pályára, 2005. június 22-én az 1-1-es eredménnyel végződött Brazília-Japán összecsapáson. Mellőzésének magyarázata a nem megfelelő fizikai felkészültség és a meccshiány lehet. Csapata végül megnyerte a tornát, így ő is egy aranyéremmel lett gazdagabb.
2005 júniusában Jacques Lichtenstein játékosügynök beperelte az Atlético Mineirot Gilberto 2002-es átigazolása ügyében. Lichtenstein szerint ő és partnere, Ronny Rosenthal, nem kapták meg egy állítólagos megállapodás szerint nekik járó 10%-os jutalékot Gilberto 4.5 millió £-os átigazolási díjából 2002 júliusában. Arsène Wenger és David Dein, az Arsenal elnökhelyettese bizonyítékokkal szolgált, amelyek szerint az Arsenal közvetlenül az Atlético Mineiróval kötött szerződést, nem vették igénybe ügynökök szolgáltatásait. Az ügyben Raymond Jack bíró mondott ítéletet, aki június 29-én Lichtensteinék keresetét elutasította és a felperesek számára 94 000 angol font kifizetését írta elő az Atletico Minério számára. Egy évvel később, az ügy problémákat okozhatott volna az Arsenalnak, amikor a klub korábbi játékosa, Ashley Cole erősen kritizálta a klubot annak "képmutató és kettős mércét alkalmazó" magatartása miatt, az ő és Gilberto esetében levő párhuzamokat kiemelve.

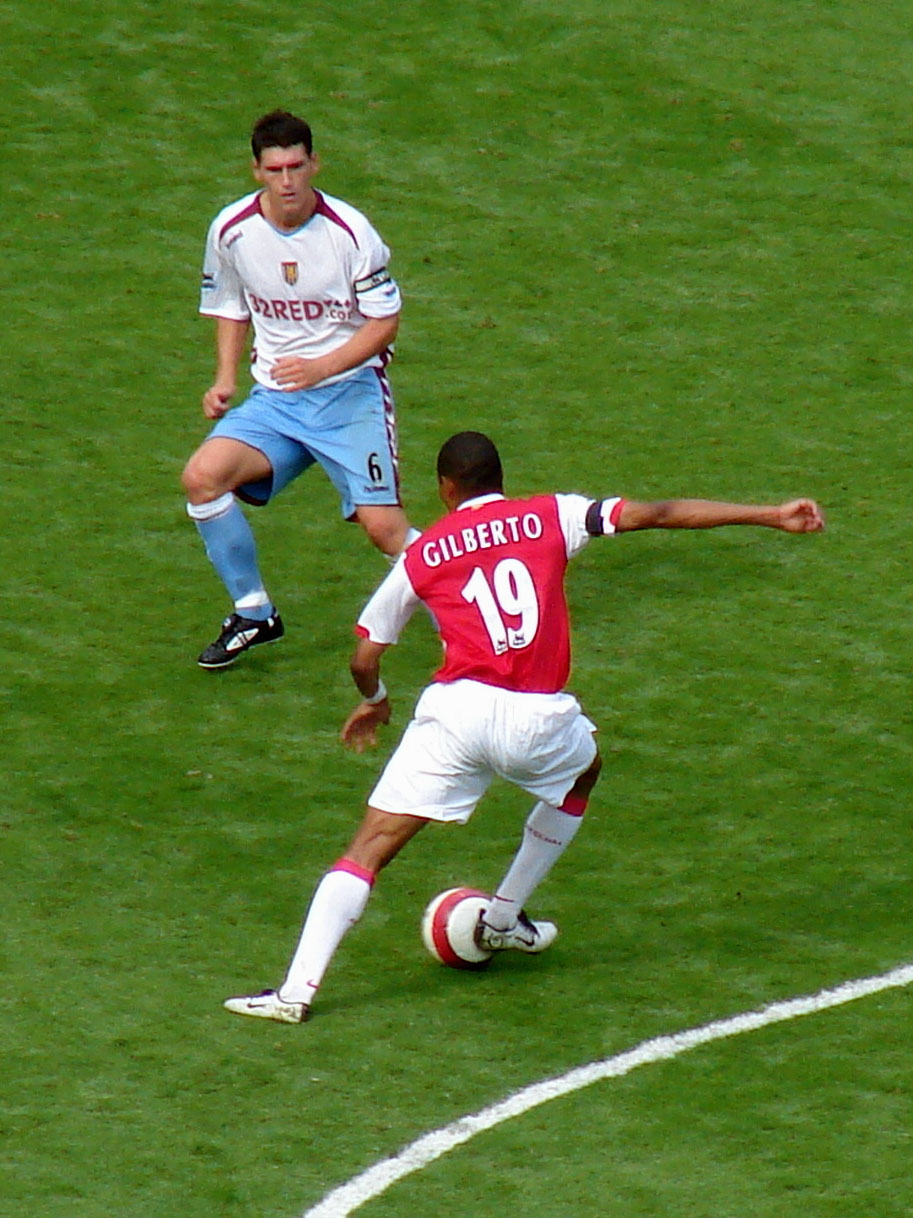
Gilberto (jobbra) az Aston Villa csapatkapitánya, Gareth Barry ellen.

A jogi ügyek megoldódása után kezdődött meg a 2005-2006-os szezon. Az addigi csapatkapitány, Patrick Vieira távozott az Arsenaltól, így Gilberto vált a keret egyik legtapasztaltabb tagjává. Röviddel a szezon kezdete után, 2005 szeptemberében meghosszabbította szerződését 2009 júniusáig. Egy hónappal később, 2005. október 18-án a Sparta Praha ellen húzta fel először az Arsenal kapitányi karszalagját. Annak ellenére, hogy gyengébb periódusa az idény téli hónapjai alatt a BL egyenes kieséses szakaszában (különösen a Real Madrid, a Juventus és a Villarreal CF elleni mérkőzéseken) kiváló teljesítményt nyújtott. 2006. május 17-én játszott az UEFA Bajnokok Ligája döntőjében az FC Barcelona ellen, amelyet az Arsenal 2-1-re elveszített. A 2005-06-os szezont követő nyári átigazolási időszak alatt az AC Milan és az Olympique Lyon is azt híresztelte, hogy határozottan érdeklődik Gilberto iránt, de végül egyik klub sem jelentkezett érte hivatalosan. A Bajnokok Ligája során nyújtott kiemelkedő teljesítménye miatt behívták 2006-os labdarúgó-világbajnokságra utazó brazil keretbe. Kétszer csereként lépett pályára, és kétszer kezdett Emerson sérülése miatt. Brazília 1-0-ra kikapott Franciaországtól a negyeddöntőben. A Brazília-szerte csalódást keltő eseményt követően a középpályás Juninho felkérte a válogatott idősebb tagjait (beleértve Gilbertót is), hogy vonuljanak vissza a nemzetközi labdarúgástól. Gilberto gyerekkori bálványa, Dunga lett az új brazil szövetségi kapitány, ezért Gilberto nem fogadta meg Juninho tanácsát, és folytatta nemzetközi pályafutását.
A hátvéd Sol Campbell távozását és a támadó Dennis Bergkamp visszavonulását követően 2006 nyarán bejelentették, hogy ő lesz az Arsenal csapatkapitány-helyettese a 2006-07-es idényben. Jól kezdte a szezont, ő lőtte minden idők első gólját az alkmaari DSB Stadionban, egy felkészülési mérkőzésen. Ezután ő szerezte minden idők első gólját tétmérkőzésen az Emirates Stadionban az Aston Villa elleni 1-1-es döntetlen alkalmával is. Jó formája folytatódott, számos bajnoki gólt rúgott, Thierry Henry sérülése idején pedig dicséretesen ellátta a „beugró-csapatkapitányi” feladatát. 2007 fordulóján összekapcsolták a Juventusszal, azonban a híresztelést Arsène Wenger azonnal megcáfolta. Gilberto és ügynöke, Paulo Villana szintén hasonlóan nyilatkoztak a lehetséges átigazolásról. Gilberto jó formáját megtartotta a szezon második felére. Bár az Arsenal csak a negyedik helyig jutott a bajnokságban, ő az idény végén 10 Premiership találattal az Arsenal második legjobb góllövője lett. A szokatlanul magas gólszám hátterében az állt, hogy Henry két hosszadalmas sérülése idején csapatkapitányként Gilberto lőtte a tizenegyeseket. Gólrekordja párosult a középpályán mutatott kimagasló mezőnyjátékával. Ezek és a jórészt fiatalokból álló csapatban betöltött vezérszerepe alapján a szurkolók és labdarúgó-szakértők egy része a szezon legjobb Arsenal játékosának és az egyik legjobb a Premiership labdarúgónak nevezte. 2007. június 1-jén ő irányította a brazilokat Anglia ellen, az első felnőtt nemzetközi mérkőzésen az új Wembley stadionban. 20 perc után fejelt egy gólt, amit érvénytelenítettek, de a brazil gólnál ő adta a gólpasszt az 1-1-re végződött mérkőzésen.
A 2007-es Copa Americán Lúcio nem vett részt, így újra Gilberto lett a brazil csapat kapitánya. A döntőben 3-0-ra legyőzték Argentínát, de eltiltása miatt ezen a mérkőzésen nem léphetett pályára.
A 2007-08-as idény kezdetén az Arsenal csapatkapitánya, Thierry Henry elhagyta a klubot, és a Barcelonához csatlakozott. Mivel Gilberto volt a csapatkapitány-helyettes sok ember őt szerette volna Henry utódjaként, de kisebb meglepetésként William Gallas kapta meg a kapitányi karszalagot. Augusztusban késve tért vissza a szezon előtti alapozásra (ráadásul kihagyta az idény első meccseit), így elveszítette helyét a kezdőcsapatban Mathieu Flaminivel szemben. Ez olyan híreszteléseknek adott alapot, hogy Olaszországba megy, mivel elégedetlen azzal, hogy az Arsenal kispadján ül. Mégis azt közölte, hogy nem hagyja el a klubot Wenger miatt, aki ragaszkodik ahhoz, hogy Gilberto harcoljon a csapatba kerülésért. A látszólagos béke ellenére 2007 októberében olyan pletyka jelent meg a sajtóban, hogy Gilberto összeszólalkozott Wengerrel, amiért az védőként akarta játszatni a Sheffield United ellen a Carling Cupban, sőt, emiatt még a játékot is megtagadta. Gilberto végül középpályásként mégis pályára lépett, és mindketten tagadták a híreszteléseket, hogy megromlott a viszonyuk egymással. Gilberto később kijelentette: habár elégedetlen helyzetével, harcolni fog a kezdőcsapatba kerülésért. Ugyancsak októberben adta át Gilberto a brazil csapat kapitányságát Lúciónak, miután a honfitársa felépült a sérüléséből.
A jelenlegi szerződése 2009-ben jár le, de többször kijelentette, hogy szívesen meghosszabbítaná. Egyes nyilatkozataiban viszont felvetette annak lehetőségét, hogy visszatér az Atlético Mineiróhoz, de nem zárta ki azt a lehetőséget sem, hogy esetleg Olaszországba igazol.
Távlati terveiről a következőket nyilatkozta: „Szeretnék egy kis farmon élni, lovagolni és minden időmet a családom mellett tölteni.”

## Játékstílusa
Gilbertot gyakran hívják Brazíliában „a láthatatlan fal”-nak. Játéka gyakran észrevétlen marad: két középhátvéd között és a középpályás sor közé helyezkedve töri meg az ellenfél támadásainak lendületét. Részt vesz a védekezésben mind a klubjában, mind a válogatottban. Mivel az Arsenal és Brazília is támadó beállítottságú csapat mindkettőben ő biztosítja védelmet, amíg a támadáshoz a szélsőhátvédek és a többi középpályás is felfut. Amikor játszik, Gilberto alkalmanként hátramozog a középső védő posztjára, általában Lúcio helyére a válogatottban és Kolo Touré helyére az Arsenálnál, akik mindketten gyakran futnak fel a támadással. Gilberto védekező stílusa eltér a többség elvárásától. Míg például Robbie Savage és Roy Keane a test-test elleni párharcban jeleskednek, Gilberto sokkal passzívabb, amikor védekezik. Ő inkább árnyékként követi a támadókat, így kényszerítve őket egyre távolabb saját kapujától. Emiatt szokatlanul kevés figyelmeztetést kap: már kétszer is előfordult Arsenalos karrierje során, hogy legalább 45 egymást követő mérkőzésen nem kapott sárga lapot. Ezzel a játékfelfogásával dicséreteket, de kritikákat is kapott.
Gilberto jól segíti ki a védelmet a hosszan előreívelt passzokkal játszó ellenfelekkel szemben, mert sűrűn söpröget az ellenfél támadójával szemben. Ezt a fegyverüket elveszítve az ilyen ellenfeleknek át kell hozni a labdát a középpályán, amire jórészt nincsenek kellően felkészülve.
Dacára magas sikeres-passz mutatóinak a passzjátékát a múltban kiszámíthatatlannak jellemezték. Ennek oka rövidpasszos játéka, ritkán vállalkozik hosszú átadásokra, inkább a közeli középpályásokat hozza játékba (például Cesc Fàbregast). Ha mégis hosszabb passzra vállalkozik, relatíve sokat hibázik, annyit azonban nem, hogy jelentősen csökkentse a sikeres passzai arányát.
A ProZone szerinti számításra hivatkozott a The Sunday Times  egyik 2007 januári száma, miszerint Angliában csak Gilberto, Paul Scholes és Frank Lampard nyújt "elit Bajnokok Ligája szintű" teljesítményt.

## Labdarúgáson kívül

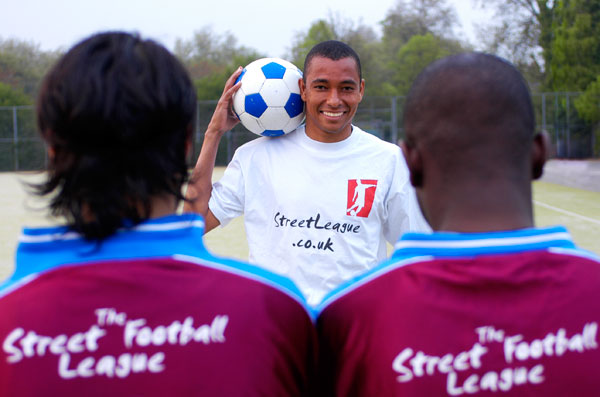
Gilberto Silva a The Street League-nél

Gilberto a pályán mutatott sportszerűségéről és nyugodtságáról ismert, összetűzéseknél gyakran lép fel békéltetőként. A pályán kívül udvarias, lelkiismeretes és a riporterekkel is barátságos ember.
Pártfogója a Street League-nek, egy Egyesült Királyságbeli alapítványnak, amely labdarúgó-mérkőzéseket szervez hajléktalanoknak és menekülteknek. 2003 júniusában Brazíliába utazott 17 Street League játékossal. A túra alatt meglátogatták szülővárosát, Lagoa da Pratát és összemérték erejüket a helyi szegénynegyedek csapatai ellen az Maracanã stadionban rendezett jótékonysági gálán.

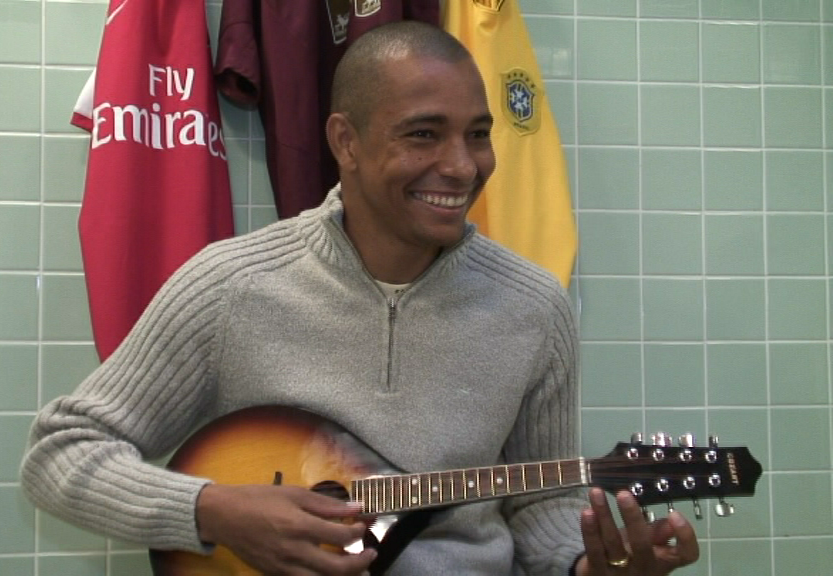
Gilberto mandolinon játszik

Gilberto lelkes zenész, szabadidejében mandolinon és gitáron játszik. Amikor Angliába költözött, mandolinórákat vett és nyilvánosan játszott egy St. Albans-i kocsmában. Később lecserélte a mandolint gitárra. Több csapattársával szambazenét játszva pihennek a Seleção két mérkőzése között.
Gilberto örökbefogadott egy óriás hangyászt a Londoni Állatkertben. A róla elnevezett állatot egy állatkerti versenyen nyerte meg egyik rajongója és neki ajándékozta. Egyszer így jellemezte a dél-amerikai állatot: „az én kissé szőrös bátyám!”

## Pályafutása statisztikái
| Klub             | Szezon   | Görög szuperliga | Görög szuperliga | Görög szuperliga | Görög kupa | Görög kupa | —        | —        | Európa | Európa | Egyéb | Egyéb | Összesen | Összesen |
| Klub             | Szezon   | Mérk             | Gól              | Gólpassz         | Mérk       | Gól        | Mérk     | Gól      | Mérk   | Gól    | Mérk  | Gól   | Mérk     | Gól      |
| ---------------- | -------- | ---------------- | ---------------- | ---------------- | ---------- | ---------- | -------- | -------- | ------ | ------ | ----- | ----- | -------- | -------- |
| Panathinaikósz   | 2008–09  | –                | –                | –                | –          | –          | –        | –        | 1      | -      | –     | –     | –        | –        |
| Panathinaikósz   | Összesen | –                | –                | –                | –          | –          | –        | -        | 1      | –      | -     | –     | –        | –        |
| Klub             | Szezon   | Premiership      | Premiership      | Premiership      | FA-kupa    | FA-kupa    | Ligakupa | Ligakupa | Európa | Európa | Egyéb | Egyéb | Összesen | Összesen |
| Klub             | Szezon   | Mérk             | Gól              | Gólpassz         | Mérk       | Gól        | Mérk     | Gól      | Mérk   | Gól    | Mérk  | Gól   | Mérk     | Gól      |
| Arsenal          | 2007–08  | 17               | 1                | 1                | 3          | 0          | 3        | 0        | 6      | 0      | 0     | 0     | 29       | 1        |
| Arsenal          | 2006–07  | 34               | 10               | 1                | 3          | 0          | 1        | 0        | 9      | 1      | 0     | 0     | 47       | 11       |
| Arsenal          | 2005–06  | 33               | 2                | 1                | 1          | 0          | 3        | 1        | 10     | 1      | 1     | 0     | 48       | 4        |
| Arsenal          | 2004–05  | 13               | 0                | 1                | 2          | 0          | 0        | 0        | 1      | 0      | 1     | 1     | 17       | 1        |
| Arsenal          | 2003–04  | 32               | 4                | 1                | 3          | 0          | 1        | 0        | 8      | 0      | 1     | 0     | 45       | 4        |
| Arsenal          | 2002–03  | 35               | 0                | 2                | 3          | 0          | 0        | 0        | 12     | 2      | 1     | 1     | 51       | 3        |
| Arsenal          | Összesen | 164              | 16               | 6                | 15         | 0          | 8        | 1        | 46     | 4      | 4     | 2     | 237      | 24       |
| Klub             | Szezon   | Série A          | Série A          | Série A          | —          | —          | —        | —        | —      | —      | —     | —     | Összesen | Összesen |
| Klub             | Szezon   | Mérk             | Gól              | Gólpassz         | Mérk       | Gól        | Mérk     | Gól      | Mérk   | Gól    | Mérk  | Gól   | Mérk     | Gól      |
| Atlético Mineiro | 2001     | 24               | 3                | —                | —          | —          | —        | —        | —      | —      | —     | —     | 24       | 3        |
| Atlético Mineiro | 2000     | 38               | 1                | —                | —          | —          | —        | —        | —      | —      | —     | —     | 38       | 1        |
| Atlético Mineiro | Összesen | 62               | 4                | —                | —          | —          | —        | —        | —      | —      | —     | —     | 62       | 4        |
| Klub             | Szezon   | Série A          | Série A          | Série A          | —          | —          | —        | —        | —      | —      | —     | —     | Összesen | Összesen |
| Klub             | Szezon   | Mérk             | Gól              | Gólpassz         | Mérk       | Gól        | Mérk     | Gól      | Mérk   | Gól    | Mérk  | Gól   | Mérk     | Gól      |
| América Mineiro  | 1999     | 20               | 1                | —                | —          | —          | —        | —        | —      | —      | —     | —     | 20       | 1        |
| América Mineiro  | 1998     | —                | —                | —                | —          | —          | —        | —        | —      | —      | —     | —     | —        | —        |
| América Mineiro  |          | Série B          | Série B          | Série B          | —          | —          | —        | —        | —      | —      | —     | —     | —        | —        |
| América Mineiro  | 1997     | —                | —                | —                | —          | —          | —        | —        | —      | —      | —     | —     | —        | —        |
| Összesen         |          | 246              | 21               | 6                | 15         | 0          | 8        | 1        | 46     | 4      | 4     | 2     | 325      | 28       |

(A statisztikák 2008. március 30. szerintiek.)
| Nemzeti csapat | Szezon  | Mérk   | Gól |
| -------------- | ------- | ------ | --- |
| Brazília       | 2001–02 | 14 (1) | 3   |
| Brazília       | 2002–03 | 5 (0)  | 0   |
| Brazília       | 2003–04 | 8 (1)  | 0   |
| Brazília       | 2004–05 | 4 (0)  | 0   |
| Brazília       | 2005–06 | 9 (2)  | 0   |
| Brazília       | 2006–07 | 15 (0) | 0   |
| Brazília       | 2007–08 | 4 (0)  | 0   |
| Összesen       |         | 59 (4) | 3   |

(A statisztikák 2007. november 22. szerintiek.)

(A zárójelek tartalmazzák a nem hivatalos fellépéseket is, de azokat nem számítja bele az összesítésbe)

## Díjak
Brazíliával:
- Világbajnok: 2002[100]
- FIFA Konföderációs Kupa-győztes: 2005[101]
- Copa América-győztes: 2007

Az América-MG-vel:
- A Série B bajnoka: 1997[14]

Az Atlético-MG-vel:
- A Minas Gerais State League bajnoka: 2000[99]

Az Arsenallal:
- FA Community Shield-győztes: 2002,[102] 2004[103]
- FA Kupa-győztes: 2003,[104] 2005[105]
- Az FA Premier League bajnoka: 2004[23]
- Emirates Cup-győztes: 2007[106]
- Amsterdam Tournament-győztes: 2007[107]